# Suriname op de Olympische Zomerspelen 2008
Suriname nam deel aan de Olympische Zomerspelen 2008 in Peking, China. Suriname debuteerde op de Zomerspelen in 1960 en deed in 2008 voor de elfde keer mee. Er werd geen medaille gewonnen.
De twee medailles die ooit door Suriname behaald werden, werden bij het zwemmen behaald door Anthony Nesty. Op de OS van 1988 in Seoel veroverde hij goud op de 100 meter vlinderslag en op de OS van 1992 in Barcelona won hij de bronzen medaille op dezelfde afstand.
Van de vier deelnemende sporters in 2008 had alleen Gordon Touw Ngie Tjouw eerder aan deelgenomen aan de Olympische Zomerspelen en wel in 2004 (Athene) op het zwemonderdeel 100m vlinderslag.
Na vijf deelnames op rij (van 1988 tot en met 2004) was dit de eerste keer dat atlete Letitia Vriesde niet uitkwam op de Olympische Spelen. Anthony Nesty was er dit keer ook bij maar dan als coach en was hij vlaggendrager tijdens de openingsceremonie. Andere aanwezige coaches zijn Kenneth MacDonald en Edward Cruden. Chef de Mission was SOC bestuurslid Ramon Tjon A Fat.
Ook waren er enkele sporters van Surinaamse afkomst maar die uitkwamen voor Nederland zoals de atleet Gregory Sedoc, de zwemster Ranomi Kromowidjojo en de judoka's Deborah Gravenstijn, Guillaume Elmont en zijn jongere broer Dex Elmont. De vader van de gebroeders Elmont, de judoka Ricardo Elmont, nam namens Suriname deel aan de Olympische Zomerspelen van 1976 in Montreal.

## Deelnemers en resultaten
(m) = mannen, (v) = vrouwen 
| Sport    | Olympiër (deelname)        | Discipline        | Resultaat    | Prestatie              |
| -------- | -------------------------- | ----------------- | ------------ | ---------------------- |
| Atletiek | Jurgen Themen (1)          | 100 m (m)         | series (54e) | serie 1: 10,61 pr (6e) |
| Atletiek | Kirsten Nieuwendam (1)     | 200 m (v)         | series (44e) | serie 1: 24,46 NR (7e) |
| Zwemmen  | Gordon Touw Ngie Tjouw (2) | 100 m vlinder (m) | series (55e) | serie 2: 54,54 (3e)    |
| Zwemmen  | Chinyere Pigot (1)         | 50 m vrij (v)     | series (54e) | serie 5: 27,66 (2e)    |

Afghanistan · Albanië · Algerije · Amerikaanse Maagdeneilanden · Amerikaans-Samoa · Andorra · Angola · Antigua en Barbuda · Argentinië · Armenië · Aruba · Australië · Azerbeidzjan · Bahama's · Bahrein · Bangladesh · Barbados · België · Belize · Benin · Bermuda · Bhutan · Bolivia · Bosnië en Herzegovina · Botswana · Brazilië · Britse Maagdeneilanden · Bulgarije · Burkina Faso · Burundi · Cambodja · Canada · Centraal-Afrikaanse Republiek · Chili · China · Chinees Taipei · Colombia · Comoren · Congo-Brazzaville · Congo-Kinshasa · Cookeilanden · Costa Rica · Cuba · Cyprus · Denemarken · Djibouti · Dominica · Dominicaanse Republiek · Duitsland · Ecuador · Egypte · El Salvador · Equatoriaal-Guinea · Eritrea · Estland · Ethiopië · Fiji · Filipijnen · Finland · Frankrijk · Gabon · Gambia · Georgië · Ghana · Grenada · Griekenland · Groot-Brittannië · Guam · Guatemala · Guinee · Guinee‑Bissau · Guyana · Haïti · Honduras · Hongarije · Hongkong · Ierland · IJsland · India · Indonesië · Irak · Iran · Israël · Italië · Ivoorkust · Jamaica · Japan · Jemen · Jordanië · Kaaimaneilanden · Kaapverdië · Kameroen · Kazachstan · Kenia · Kirgizië · Kiribati · Koeweit · Kroatië · Laos · Lesotho · Letland · Libanon · Liberia · Libië · Liechtenstein · Litouwen · Luxemburg · Macedonië · Madagaskar · Malawi · Malediven · Maleisië · Mali · Malta · Marshalleilanden · Marokko · Mauritanië · Mauritius · Mexico · Micronesië · Moldavië · Monaco · Mongolië · Montenegro · Mozambique · Myanmar · Namibië · Nauru · Nederland · Nederlandse Antillen · Nepal · Nicaragua · Nieuw-Zeeland · Niger · Nigeria · Noord-Korea · Noorwegen · Oeganda · Oekraïne · Oezbekistan · Oman · Oostenrijk · Oost‑Timor · Pakistan · Palau · Palestina · Panama · Papoea-Nieuw-Guinea · Paraguay · Peru · Polen · Portugal · Puerto Rico · Qatar · Roemenië · Rusland · Rwanda · Saint Kitts en Nevis · Saint Lucia · Saint Vincent en Grenadines · Salomonseilanden · Samoa · San Marino · Sao Tomé en Principe · Saoedi-Arabië · Senegal · Servië · Seychellen · Sierra Leone · Singapore · Slovenië · Slowakije · Soedan · Somalië · Spanje · Sri Lanka · Suriname · Swaziland · Syrië · Tadzjikistan · Tanzania · Thailand · Togo · Tonga · Trinidad en Tobago · Tsjaad · Tsjechië · Tunesië · Turkije · Turkmenistan · Tuvalu · Uruguay · Vanuatu · Venezuela · Verenigde Arabische Emiraten · Verenigde Staten · Vietnam · Wit-Rusland · Zambia · Zimbabwe · Zuid-Afrika · Zuid-Korea · Zweden · Zwitserland
Uitgesloten van deelname: Brunei